# Outlook (Saskatchewan)
Outlook est une ville de la Saskatchewan au Canada.

## Géographie
La localité de Outlook est située dans le centre-ouest de la province de Saskatchewan, à 80 km au sud-ouest de la ville de Saskatoon.

## Démographie
| 2016  | 2021  |
| ----- | ----- |
| 2 279 | 2 336 |

## Personnalités
- Shay Stephenson (1983-) : joueur de hockey sur glace né à Outlook ;
- Logan Stephenson (1986-) : joueur de hockey sur glace né à Outlook, frère du précédent.